# Saint-Martin-en-Haut
Saint-Martin-en-Haut es una comuna francesa situada en el departamento de Ródano, de la región de Auvernia-Ródano-Alpes.

## Demografía
| 2 437 | 2 518 | 2 538 | 2 893 | 3 081 | 3 429 | 3 889 | 3 907 |
| Para los censos de 1962 a 1999 la población legal corresponde a la población sin duplicidades (Fuente: INSEE [Consultar]) |       |       |       |       |       |       |       |